# Miroslav Plaček
Miroslav Plaček (19. září 1943 Svobodín – 24. ledna 2025) byl český kastelolog a archeolog, vysokoškolský pedagog a spisovatel. Zabýval se především hrady a dalšími feudálními sídly na Moravě, ve Slezsku, na Slovensku a ve východních Čechách.

## Život
Syn lesního odborníka a učitelky vystudoval pozemní stavitelství na brněnském vysokém učení technickém a působil jako projektant a technik na jihu Moravy a na západě Slovenska. Ve volném čase se zabýval průzkumem a dokumentací šlechtických sídel. V roce 1996 absolvoval obor archeologie – historie na Filozofické fakultě Masarykovy univerzity, kde také v roce 2003 obhájil rigorózní práci. Od roku 1997 působil v Ústavu archeologie a muzeologie Filozofické fakulty Masarykovy univerzity a do roku 2016 přednášel na Filozoficko-přírodovědecké fakultě v Opavě.

## Dílo
Byl autorem řady knih o dějinách středověku, které se zaměřují na středověká sídla elit, genezi urbanismu a městských opevnění. Zabýval se vývojem osídlení a dějinami nobility. Mezi jeho stěžejní publikace náleží Ilustrovaná encyklopedie moravských hradů, zámků a tvrzí a spoluautorství na Encyklopedii slovenských hradů.